# Georges de Bauffremont
Chevalier des ordres du roi, capitaine de cinquante hommes d'armes de ses ordonnances, Georges-Epaminondas de Bauffremont, fils de Nicolas de Bauffremont et de Denise Patarin, fut seigneur de Cruzille, de Vareilles et de Croy.
En 1579, Georges de Bauffremont épousa Guillemette de La Marck, veuve de Jean de Luxembourg, fille de Robert IV de La Marck, duc de Bouillon et prince de Sedan. Il en eut deux fils : François-Hercule et Henri-Alexandre, morts jeunes. Veuf en 1590, il se remaria l'année suivante avec Renée-Angélique, fille d'Antoine, marquis d'Allègre, baron de Milhaud, seigneur de Torsay, La Mollière, etc. De cette union, il eut deux fils : René, comte de Cruzille, mort sans postérité, et Christophe-Melchior, mari de Philiberte, fille de Gustave, vicomte de Polignac, marquis de Chalançon, chevalier du Saint-Esprit.

## Sources
DUBOIS (Alexandre) : Monographie de la seigneurie de Cruzille-en-Mâconnais, Émile Bertrand imprimeur-éditeur, Chalon-sur-Saône, 1904.